# Tasktjärnen
Tasktjärnen är en sjö i Sundsvalls kommun i Medelpad och ingår i Ljungans huvudavrinningsområde. Sjön är 9,4 meter djup, har en yta på 0,0805 kvadratkilometer och befinner sig 149,1 meter över havet.

## Delavrinningsområde
Tasktjärnen ingår i det delavrinningsområde (691094-155506) som SMHI kallar för Utloppet av Lyngstern. Medelhöjden är 232 meter över havet och ytan är 15,93 kvadratkilometer. Det finns inga avrinningsområden uppströms utan avrinningsområdet är högsta punkten. Lyngsterbäcken som avvattnar avrinningsområdet har biflödesordning 3, vilket innebär att vattnet flödar genom totalt 3 vattendrag innan det når havet efter 33 kilometer. Avrinningsområdet består mestadels av skog (86 procent). Avrinningsområdet har 0,44 kvadratkilometer vattenytor vilket ger det en sjöprocent på 2,7 procent.